# Bobsleigh nos Jogos Olímpicos de Inverno de 2022 - Duplas masculinas
A competição de duplas masculinas do bobsleigh nos Jogos Olímpicos de Inverno de 2022 foi disputada no Xiaohaituo Bobsleigh e Luge Track, em Pequim, entre 14 e 15 de fevereiro.

## Medalhistas
| Ouro   | GER Francesco Friedrich / Thorsten Margis |
| Prata  | GER Johannes Lochner / Florian Bauer      |
| Bronze | GER Christoph Hafer / Matthias Sommer     |

## Resultados
| Pos.              | Bib | Atletas                                       | País                  | 1ª descida | Pos. | 2ª descida | Pos. | 3ª descida | Pos. | 4ª descida | Pos. | Total   | Diferença |
| ----------------- | --- | --------------------------------------------- | --------------------- | ---------- | ---- | ---------- | ---- | ---------- | ---- | ---------- | ---- | ------- | --------- |
| Medalha de ouro   | 4   | Francesco Friedrich Thorsten Margis           | GER Alemanha          | 59.02 TR   | 1    | 59.36      | 2    | 58.99 TR   | 1    | 59.52      | 1    | 3:56.89 | —         |
| 02 !              | 6   | Johannes Lochner Florian Bauer                | GER Alemanha          | 59.26      | 2    | 59.27      | 1    | 59.32      | 2    | 59.53      | 2    | 3:57.38 | +0.49     |
| Medalha de bronze | 9   | Christoph Hafer Matthias Sommer               | GER Alemanha          | 59.44      | 4    | 59.93      | 6    | 59.51      | 3    | 59.70      | 3    | 3:58.58 | +1.69     |
| 4                 | 11  | Michael Vogt Sandro Michel                    | SUI Suíça             | 59.57      | 7    | 59.90      | 3    | 59.59      | 5    | 59.77      | 4    | 3:58.83 | +1.94     |
| 5                 | 14  | Benjamin Maier Markus Sammer                  | AUT Áustria           | 59.51      | 5    | 59.96      | 8    | 59.64      | 6    | 1:00.01    | 9    | 3:59.12 | +2.23     |
| 6                 | 1   | Rudy Rinaldi Boris Vain                       | MON Mônaco            | 59.62      | 9    | 59.90      | 3    | 59.57      | 4    | 1:00.05    | 10   | 3:59.14 | +2.25     |
| 7                 | 15  | Christopher Spring Mike Evelyn                | CAN Canadá            | 59.54      | 6    | 1:00.03    | 10   | 59.76      | 8    | 59.93      | 5    | 3:59.26 | +2.37     |
| 8                 | 7   | Rostislav Gaitiukevich Aleksei Laptev         | ROC                   | 59.41      | 3    | 59.91      | 5    | 59.80      | 9    | 1:00.19    | 14   | 3:59.31 | +2.42     |
| 9                 | 12  | Oskars Ķibermanis Matīss Miknis               | LAT Letônia           | 59.65      | 10   | 59.94      | 7    | 59.82      | 10   | 59.93      | 5    | 3:59.34 | +2.45     |
| 10                | 5   | Justin Kripps Cam Stones                      | CAN Canadá            | 59.61      | 8    | 1:00.08    | 14   | 59.71      | 7    | 1:00.00    | 8    | 3:59.40 | +2.51     |
| 11                | 8   | Brad Hall Nick Gleeson                        | GBR Grã-Bretanha      | 59.69      | 11   | 1:00.05    | 13   | 1:00.22    | 18   | 59.96      | 7    | 3:59.92 | +3.03     |
| 12                | 13  | Romain Heinrich Dorian Hauterville            | FRA França            | 59.93      | 16   | 1:00.04    | 11   | 59.92      | 12   | 1:00.05    | 10   | 3:59.94 | +3.05     |
| 13                | 17  | Frank Del Duca Hakeem Abdul-Saboor            | USA Estados Unidos    | 59.87      | 13   | 1:00.22    | 15   | 59.86      | 11   | 1:00.15    | 12   | 4:00.10 | +3.21     |
| 14                | 22  | Sun Kaizhi Wu Qingze                          | CHN China             | 1:00.04    | 19   | 1:00.01    | 9    | 59.99      | 13   | 1:00.25    | 15   | 4:00.29 | +3.40     |
| 15                | 24  | Dominik Dvořák Jakub Nosek                    | CZE República Checa   | 59.90      | 15   | 1:00.04    | 11   | 1:00.20    | 16   | 1:00.16    | 13   | 4:00.30 | +3.41     |
| 16                | 19  | Mihai Cristian Tentea Ciprian Nicolae Daroczi | ROU Romênia           | 59.83      | 12   | 1:00.46    | 22   | 1:00.19    | 15   | 1:00.28    | 16   | 4:00.76 | +3.87     |
| 17                | 20  | Emīls Cipulis Edgars Nemme                    | LAT Letônia           | 1:00.00    | 18   | 1:00.24    | 16   | 1:00.20    | 16   | 1:00.46    | 18   | 4:00.90 | +4.01     |
| 18                | 10  | Simon Friedli Andreas Haas                    | SUI Suíça             | 59.97      | 17   | 1:00.37    | 20   | 1:00.47    | 23   | 1:00.34    | 17   | 4:01.15 | +4.26     |
| 19                | 16  | Won Yun-jong Kim Jin-su                       | KOR Coreia do Sul     | 59.89      | 14   | 1:00.28    | 17   | 1:00.10    | 14   | 1:00.97    | 20   | 4:01.24 | +4.35     |
| 20                | 18  | Taylor Austin Daniel Sunderland               | CAN Canadá            | 1:00.11    | 21   | 1:00.41    | 21   | 1:00.29    | 19   | 1:00.55    | 19   | 4:01.36 | +4.47     |
| 21                | 26  | Patrick Baumgartner Robert Mircea             | ITA Itália            | 1:00.08    | 20   | 1:00.47    | 24   | 1:00.38    | 21   | —          | —    | 3:00.93 | —         |
| 22                | 23  | Li Chunjian Liu Wei                           | CHN China             | 1:00.31    | 24   | 1:00.36    | 18   | 1:00.43    | 22   | —          | —    | 3:01.10 | —         |
| 23                | 3   | Ivo de Bruin Jelen Franjic                    | NED Países Baixos     | 1:00.46    | 27   | 1:00.36    | 18   | 1:00.35    | 20   | —          | —    | 3:01.17 | —         |
| 24                | 21  | Suk Young-jin Kim Hyeong-geun                 | KOR Coreia do Sul     | 1:00.28    | 23   | 1:00.46    | 22   | 1:00.52    | 24   | —          | —    | 3:01.26 | —         |
| 25                | 2   | Maksim Andrianov Vladislav Zharovtsev         | ROC                   | 1:00.24    | 22   | 1:00.75    | 26   | 1:00.55    | 26   | —          | —    | 3:01.54 | —         |
| 26                | 25  | Markus Treichl Markus Glueck                  | AUT Áustria           | 1:00.42    | 26   | 1:00.52    | 25   | 1:00.66    | 27   | —          | —    | 3:01.60 | —         |
| 27                | 28  | Hunter Church Charlie Volker                  | USA Estados Unidos    | 1:00.38    | 25   | 1:01.40    | 30   | 1:00.53    | 25   | —          | —    | 3:02.31 | —         |
| 28                | 29  | Axel Brown Andre Marcano Shakeel John         | TTO Trinidad e Tobago | 1:00.81    | 28   | 1:00.89    | 27   | 1:00.86    | 28   | —          | —    | 3:02.56 | —         |
| 29                | 27  | Edson Bindilatti Edson Martins                | BRA Brasil            | 1:01.11    | 29   | 1:01.36    | 29   | 1:01.34    | 29   | —          | —    | 3:03.81 | —         |
| 30                | 30  | Shanwayne Stephens Nimroy Turgott             | JAM Jamaica           | 1:01.23    | 30   | 1:01.35    | 28   | 1:01.54    | 30   | —          | —    | 3:04.12 | —         |

Legenda
| Recorde mundial      | Recorde mundial (World record)               |                       | Recorde africano                      | Recorde africano (African) |                                           | Q | Classificado por posição (Qualified) |
| Recorde olímpico     | Recorde olímpico (Olympic record)            | Recorde da América    | Recorde da América (Americas)         | q                          | Classificado por melhor tempo (Qualified) |   |                                      |
| Recorde de pista     | Recorde da pista (Track record)              | Recorde asiático      | Recorde asiático (Asian)              | DNS                        | Não largou (Did not start)                |   |                                      |
| Recorde nacional     | Recorde nacional (National record)           | Recorde europeu       | Recorde europeu (European)            | DNF                        | Não terminou (Did not finish)             |   |                                      |
| Recorde pessoal      | Recorde pessoal do atleta (Personal best)    | Recorde da Oceania    | Recorde da Oceania (Oceania)          | DSQ / DQ                   | Desclassificado (Disqualified)            |   |                                      |
| Recorde da temporada | Recorde da temporada do atleta (Season best) | Recorde sul-americano | Recorde sul-americano (South America) | NM                         | Sem marca (No mark)                       |   |                                      |